# Gebhard Jürgen Titge
Gebhard Jürgen Titge, auch Gebhard Georg T. (* um 1590, vermutlich in Rotenburg (Wümme); † wohl 1663 in Ratzeburg) war ein deutscher Bildhauer des Barock.
Titges Leben ist nur sehr lückenhaft überliefert. Man hat vermutet, dass er in Bremen bei Ludwig Münstermann gelernt hat, was aber neuerdings bezweifelt wird.
Vermutlich aus Boizenburg kommend, ist er seit Mitte der 1620er Jahre in Ratzeburg nachweisbar, wo er eine Reihe von Werken schuf. 
In seinem Werk verarbeitet er Anregungen aus Dresden (vor allem Giovanni Maria Nosseni) und verbindet sie mit einem freieren Ornament- und Figurenstil, den er wahrscheinlich durch Vorlagenbücher kennenlernte, in einer charakteristischen Weise, die den Knorpelstil ahnen lässt, ohne dem Ornament zu viel Raum zu geben.

## Werke
- Ratzeburger Dom:

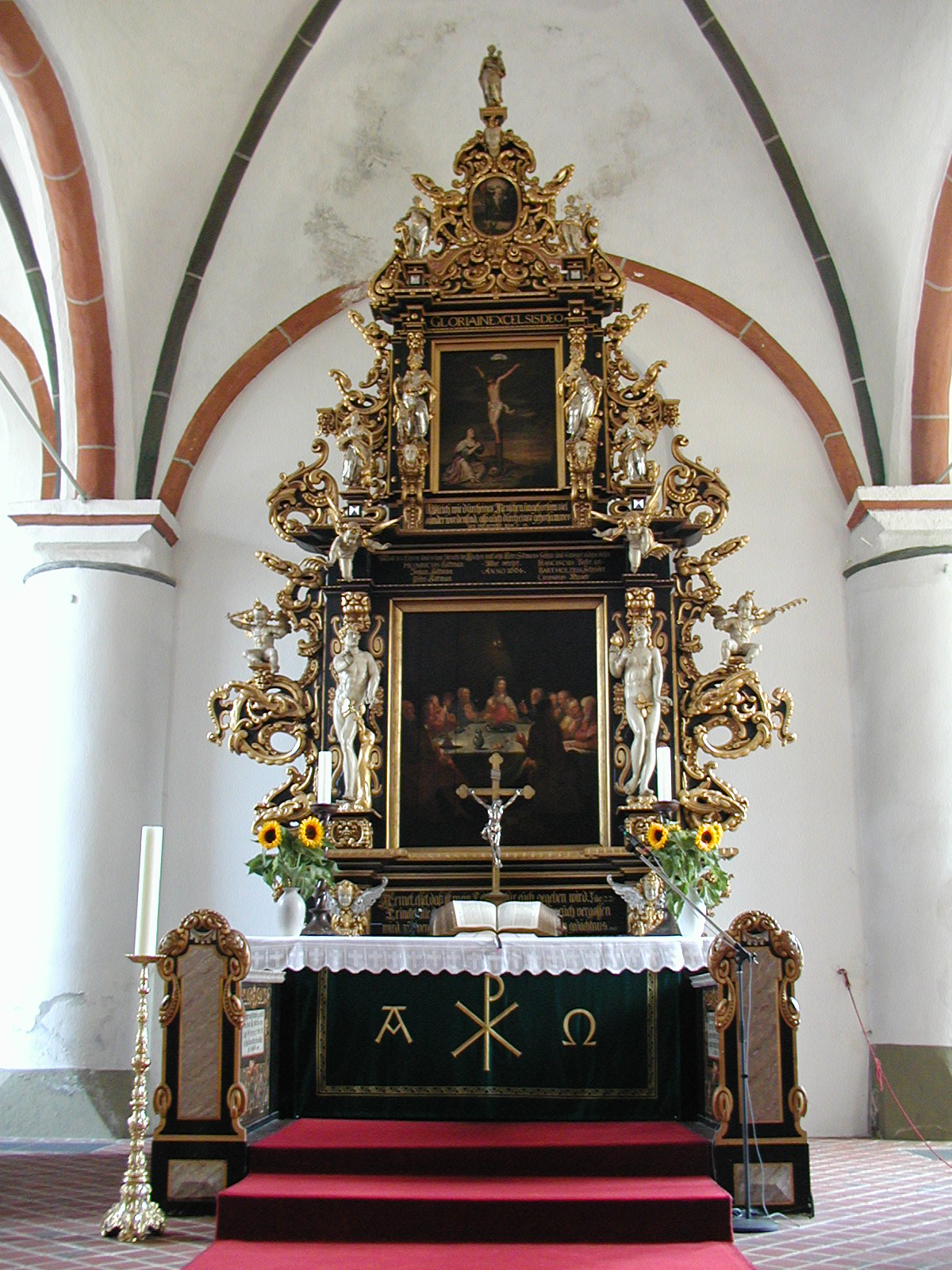
Altar in Otterndorf

  - Hochaltar von 1629 (heute im südlichen Querschiff)
  - Schaufront des Lauenburger Chores, 1637
  - Apostelschrankenumrahmung, 1634
  - Kapitelstühle, 1648 (nicht erhalten)
  - Epitaph für Elisabet v. Parkentin († 1624)
  - Epitaph für Domdechant Hartwich von Bülow, 1641
  - Epitaph für Nicolaus Peträus, 1644
  - Epitaph für Herzog August von Sachsen-Lauenburg, 1649

- Dorfkirche Carlow: Votivtafeln des Hartwich v. Bülow, 1637
- Dorfkirche Schlagsdorf: Altar, 1641
- St. Laurentius in Ziethen: Altar, 1655 (Zuschreibung unsicher)
- Otterndorf: Altar, 1664 (Zuschreibung unsicher)